# Operon
Operon je část genetického kódu (molekuly DNA) složená z jednoho promotoru, regulační oblasti (operátoru) a jednoho nebo více strukturních genů. Přestože může obsahovat více genů, funguje jako jedna transkripční jednotka (transkripce genů do mRNA probíhá najednou). Díky tomu organismus může šetřit energii, jelikož může zároveň regulovat tvorbu několika funkčně souvisejících proteinů, pro které je genetická informace umístěná ve stejném operonu.

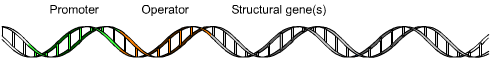
Obecné schéma operonu - zleva promotor (zeleně), operátor (oranžově) a strukturní geny (šedě)

Typicky operon kontroluje tvorbu několika souvisejících enzymů, které společně zajišťují metabolickou dráhu jedné molekuly (např. syntézu určité aminokyseliny). Geny pro tyto proteiny jsou umístěny linárně za sebou na úseku DNA a na jejich začátku se nachází jeden promotor, na který se na začátku transkripce úseku váže RNA polymeráza. Výsledkem transkripce celého operonu je tedy jedna molekula mRNA, ze které se teprve syntetizují jednotlivé proteiny metodou translace.

## Regulace
Hlavní výhodou operonů je možnost regulovat tvorbu všech obsažených proteinů najednou. Například pokud má bakterie Escherichia coli nedostatek sacharidu laktózy, může regulovat transkripci celého lac operonu a omezit tvorbu všech tří proteinů zodpovědných za metabolismus laktózy. Díky tomu, že zabraňuje syntéze "zbytečných" proteinů, šetří buňka energii.

### Typy regulace

Lac operon nahoře deaktivovaný, dole indukovaný laktózou. (1: RNA polymeráza, 2: represor, 3: promotor, 4: operátor, 5: laktóza (působí jako induktor), 6-8: strukturní geny)

Induktivním operonem je například lac operon kódující enzymy využívané v metabolismu laktózy. Pokud se v buňce laktóza nenachází, represivní protein se váže na oblast operátoru a zabraňuje genové expresi. Laktóza, která se do buňky dostane, funguje jako induktor – odstraní represivní molekulu a začne probíhat transkripce operonu.
Příkladem represivního operonu je trp operon kódující enzymy nutné k syntéze tryptofanu. Pokud je v buňce nízký obsah tryptofanu, dochází k syntéze, ale jakmile se obsah zvýší, molekula tryptofanu (fungující jako represor) se naváže na molekulu represivní bílkoviny, tento komplex se naváže na oblast operátoru a tím zabrání další transkripci genů operonu.

## Výskyt operonů
Od objevu operonů dlouho panoval názor, že se vyskytují jen u prokaryot a jejich virů, ale novější studie ukázaly podobné struktury i u eukaryotních organismů, a to jak u protist (např. trypanosomy mají takto uspořádanou celou genetickou informaci), tak u vyšších organismů.

### Příklady
- lac operon, nejznámější a dobře prozkoumaný operon[1], obsahuje geny pro syntézu enzymů metabolismu laktózy a vyskytuje se především u bakterie Escherichia coli.
- trp operon obsahuje geny enzymů, které syntetizují aminokyselinu tryptofan.
- araBAD operon (L-arabinózový operon) řídí katabolismus arabinózy u E. coli a je dynamicky aktivován přítomností arabinózy a nepřítomností glukózy.[6]
- Antibiotikum antimycin A je u bakterií rodu Streptomyces kódováno poměrně neobvyklým operonem, který vznikl jako fúze operonů pro neribozomální peptid-syntetázu a syntázu polyketidů.[7]